# Harold S. Diehl
Harold Sheely Diehl (4 août 1891 – 27 juin 1973) est un médecin américain, militant antitabac, éducateur en santé publique et écrivain.

## Biographie
Diehl est diplômé en 1912 du Gettysburg College et obtient son diplôme de médecine de l'Université du Minnesota en 1916. Il est directeur du Student Health Service à l'Université du Minnesota. Il devient professeur de médecine préventive et de santé publique et est nommé doyen des sciences médicales. En 1957, il rejoint la Cancer Society en tant que vice-président principal de la recherche et des affaires médicales. Il a pris sa retraite en 1968, mais est resté consultant auprès de la Société.
En 1938, Diehl et ses collègues publient les résultats d'un essai sur l'efficacité des vaccins contre le rhume. L'étude est citée comme l'un des premiers exemples d'un essai randomisé, en double aveugle et contrôlé par placebo.
L'ouvrage « Textbook of Healthful Living » de Diehl, publié pour la première fois en 1935, connait de nombreuses éditions. Le texte complet sur l'hygiène personnelle et publique est évalué positivement dans les revues médicales,,.
Le prix Harold S. Diehl est créé en 1962 pour honorer Diehl. Il est décédé à l'âge de 81 ans d'une maladie cardiaque au United Hospital (en) de Saint Paul, Minnesota.

## Tobacco and Your Health
Diehl écrit sur les risques du tabagisme pour la santé dans les années 1930. Il est l'un des principaux défenseurs de la relation entre le tabagisme et le cancer du poumon.
Il écrit Tobacco and Your Health: The Smoking Controversy en 1969. Une critique du livre note que Diehl y présente « un compte rendu simple des preuves scientifiques et médicales identifiant le tabac comme agent causal du cancer du poumon, des maladies cardiovasculaires, de la bronchite chronique et de l'emphysème, ainsi que d'autres maladies ». En 1969, le médecin Luther Terry évalue positivement le livre dans l'American Journal of Public Health and the Nation's Health (en) , notant qu'« il présente l'analyse la plus complète disponible à ce jour détaillant les conséquences de cette habitude sur la santé ».
Le médecin Walter C. Alvarez (en) commente : « Diehl est un grand humanitaire, un grand professeur, un grand rassembleur de faits et un excellent écrivain à la prose délicieuse. Je ne vois pas comment quiconque peut remettre en question sa masse de statistiques. ». En 1970, le livre reçoit une critique positive dans le British Medical Journal, qui conclue que « la cause et l'effet sont établis au-delà de tout doute raisonnable par le poids écrasant des preuves liant le tabagisme à des maladies graves... [c]e livre devrait renforcer efficacement le mouvement qui doit un jour retourner l'opinion publique contre la cigarette, ou stimuler le développement d'une cigarette sûre ».

## Critique des régimes à la mode
Diehl critique les régimes miracles tels que le régime alcalin, les alimentations dissociées, le crudivorisme, le végétarisme strict et le jeûne hydrique. Diehl suggère que la plupart des végétariens ne le sont pas vraiment parce qu'ils consomment des produits laitiers ou des œufs. Il fait remarquer que le tube digestif humain n’est pas destiné à un régime exclusivement herbivore.

## Publications
- Textbook of Healthful Living (1935, 1950)[5]
- Elements of Healthful Living (1950)
- Personal Health and Community Hygiene (with Ruth E. Boynton, 1951)
- The Health of College Students (with Charles E. Shepard, 1939)[13]
- Health and Safety for You (with Anita D. Laton, 1954)[14]
- Tobacco and Your Health: The Smoking Controversy (1969)